# Jan Turlejski
Jan Turlejski (ur. 1909 lub 1913, zm. 26 września 1941 koło Wiaźmy) – polski, białoruski i radziecki działacz komunistyczny, członek grupy inicjatywnej PPR, deputowany do Zgromadzenia Ludowego Zachodniej Białorusi (1939) i do Rady Najwyższej ZSRR (1940–1941).

## Życiorys
Z wykształcenia był inżynierem hutnictwa, pracował jako urzędnik. W okresie II Rzeczypospolitej działał w ruchu komunistycznym, najpierw w Związku Niezależnej Młodzieży Socjalistycznej „Życie” (od 1933), a później w KPP i Komunistycznym Związku Młodzieży Polski.
Po pseudowyborach z 22 X 1939 znalazł się wśród ponad 900 przedstawicieli ludowych, którzy mieli zadecydować o włączeniu tzw. Zachodniej Białorusi w skład ZSRR. 13 grudnia 1939 mianowano go członkiem prezydium Powiatowego Komitetu Wykonawczego w Łomży. 24 marca 1940 kandydował w tzw. wyborach do Rady Najwyższej ZSRR, wybrano go wówczas deputowanym. Po wybuchu wojny niemiecko-radzieckiej ewakuował się wraz z Armią Czerwoną na wschód, gdzie wszedł w 1941 w skład tzw. grupy inicjatywnej PPR, która miała za zadanie odbudować w Polsce zniszczony ruch komunistyczny.
Zginął w katastrofie lotniczej pod Wiaźmą w czasie próby przerzutu na terytorium okupowanej Polski. Został pochowany pod Wiaźmą.

## Upamiętnienie
Imieniem Jana Turlejskiego nazwano w 1954 statek szkolny typu B-10/4. Jego imię do 1989 nosiła ulica Romana Dmowskiego w Łomży.

## Życie prywatne
Był żonaty z Marią Turlejską. 